# Bahativka, Sudak
Bahativka (în ucraineană Багатівка) este un sat în comuna Soneacina Dolîna din orașul regional Sudak, Republica Autonomă Crimeea, Ucraina.

## Demografie
Componența lingvistică a localității Bahativka
     Rusă (64,35%)
     Tătară crimeeană (27,44%)
     Ucraineană (8,08%)
Conform recensământului din 2001, majoritatea populației localității Bahativka era vorbitoare de rusă (64,35%), existând în minoritate și vorbitori de tătară crimeeană (27,44%) și ucraineană (8,08%).